# Municipio de Yorktown (Illinois)
El municipio de Yorktown (en inglés: Yorktown Township) es un municipio ubicado en el condado de Henry en el estado estadounidense de Illinois. En el año 2010 tenía una población de 431 habitantes y una densidad poblacional de 4,66 personas por km².

## Geografía
El municipio de Yorktown se encuentra ubicado en las coordenadas 41°32′24″N 89°55′1″O / 41.54000, -89.91694. Según la Oficina del Censo de los Estados Unidos, el municipio tiene una superficie total de 92.42 km², de la cual 92,42 km² corresponden a tierra firme y (0 %) 0 km² es agua.

## Demografía
Según el censo de 2010, había 431 personas residiendo en el municipio de Yorktown. La densidad de población era de 4,66 hab./km². De los 431 habitantes, el municipio de Yorktown estaba compuesto por el 94,9 % blancos, el 0,7 % eran amerindios, el 2,09 % eran asiáticos, el 0,23 % eran isleños del Pacífico, el 1,86 % eran de otras razas y el 0,23 % eran de una mezcla de razas. Del total de la población el 4,18 % eran hispanos o latinos de cualquier raza.